# Nineteen Hundred and Eighty Five
Nineteen Hundred and Eighty Five ist ein Lied der britischen Musikgruppe Wings, das 1973 auf dem Album Band on the Run und 2016 als Single A-Seite veröffentlicht wurde. Komponiert wurde es von Paul McCartney und Linda McCartney.

## Hintergrund
McCartney plante, das neue Album Band on the Run außerhalb Großbritanniens aufzunehmen, und hatte sich für ein EMI-Aufnahmestudio in Lagos, Nigeria entschieden. Rund eine Woche vor dem Abflug nach Lagos eskalierte die schlechte Stimmung im Aufnahmestudio und Henry McCullough stieg aus der Band aus. Denny Seiwell gab seinen Ausstieg aus der Band am Tag des geplanten Abflugs nach Lagos am 9. August 1973 bekannt. Nur noch zu dritt, nahm das verbliebene Trio acht Lieder in Nigeria auf, darunter auch Nineteen Hundred and Eighty Five. Da ihnen die Demotonbänder in Nigeria geraubt wurden, mussten die Lieder aus dem Gedächtnis rekapituliert werden.
Nineteen Hundred and Eighty Five basierte auf einer Idee, die Paul McCartney schon einige Monate vor der Aufnahme hatte. McCartneys Ausgangspunkt war die Eröffnungszeile, obwohl es einige Zeit dauerte, bis der Rest des Songs geschrieben war. McCartney sagte im Dezember 1973 gegenüber dem Rolling Stone Magazin: „Bei vielen Songs, die ich mache, ist es die erste Zeile. Es steht alles in der ersten Zeile, und dann muss man weitermachen und die zweite Zeile schreiben. Bei Eleanor Rigby hatte ich ‚hebt den Reis in der Kirche auf, in der die Hochzeit stattgefunden hat‘, das war die eine große Zeile, mit der ich angefangen habe. In diesem Fall hieß es: ‚Niemand ist jemals am Leben geblieben in neunzehnhundertfünfundachtzig.‘ Das war alles, was ich monatelang von diesem Song hatte. ‚Niemand ist jemals am Leben geblieben in neunzehnhundertachtzig ... sechs?‘ Das hätte nicht funktioniert!!“
Das Album Band on the Run endet mit Nineteen Hundred and Eighty Five, das Lied endet wiederum mit dem Refrain des ersten Liedes des Albums Band on the Run.
Im August 1974 wurde Nineteen Hundred and Eighty Five Bestandteil des Dokumentarfilms One Hand Clapping, eine Veröffentlichung der Aufnahme erfolgte erstmals 2010.
2016 veröffentlichten der deutsche Produzent Timo Maas und der kanadische DJ James Teej mit McCartneys Zustimmung einen Remix von Nineteen Hundred and Eighty Five. Ihre Version erhielt eine Grammy-Awards-Nominierung in der Kategorie Best Remixed Recording, Non-Classical bei den Grammy Awards 2017. Die remixte Single Nineteen Hundred and Eighty Five konnte sich weder in Großbritannien, in Deutschland oder in den USA in den jeweiligen Charts platzieren.
Im Jahr 2021 schrieb McCartney in The Lyrics: 1956 To The Present: „Die Idee hinter dem Song ist, dass dies eine Beziehung ist, die schon immer so sein sollte. Niemand in ferner Zukunft wird jemals meine Aufmerksamkeit bekommen, denn ich habe dich. Aber als dies geschrieben wurde, war 1985 nur noch zwölf Jahre entfernt. Es war nicht die sehr ferne Zukunft – nur die Zukunft in diesem Song. Das ist also im Grunde ein Liebeslied über die Zukunft.“
Nineteen Hundred and Eighty Five wurde von den Wings nie live aufgeführt.  McCartney spielte den Song zum ersten Mal live während seiner Up and Coming Tour 2010–2011, dann während seiner On the Run Tour 2011–2012, Out There Tour 2013–2015, One on One Tour 2016–2017, seinem Auftritt am 26. Juli 2018 im Liverpooler Cavern Club, seiner Freshen Up Tour 2018–2019, bei 12-12-12: The Concert for Sandy Relief und auf seiner Got Back Tour 2022.  Am 25. Juni 2022 spielte er den Song beim Glastonbury Festival.

## Aufnahme
Nineteen Hundred and Eighty Five wurde von den Wings zwischen dem 1. und 23. September 1973 in den EMI Studios in Lagos in Nigeria mit Paul McCartney als Produzenten aufgenommen. Geoff Emerick war der Toningenieur der Aufnahmen. Während der Aufnahmen hatten sie mit unterschiedlichsten Widrigkeiten zu kämpfen: Das EMI-Studio in Apapa im nigerianischen Bundesstaat Lagos war spartanisch eingerichtet und besaß veraltete Technik, so zogen McCartney, Toningenieur Geoff Emerick und andere selbst Trennwände ein, um verschiedene Instrumente überhaupt auf getrennten Spuren aufnehmen zu können. Das Studio befand sich neben einem lauten Presswerk, und der Bau war noch nicht abgeschlossen. Das Mischpult war defekt und die einzigen Mikrofone waren ein Set, das in einem Pappkarton in einem Schrank gefunden wurde.
Overdub-Aufnahmen, so auch die Gesangsaufnahme, und die Abmischung erfolgten im Oktober in den AIR Studios in London. Die Abmischung erfolgte Ende Oktober/Anfang November in den Kingsway Studios in London.
Besetzung:
- Paul McCartney: Gesang, E-Gitarre, Bassgitarre, Schlagzeug, Klavier, Perkussion, Synthesizer
- Linda McCartney: Orgel, Hintergrundgesang
- Denny Laine: E-Gitarre, Hintergrundgesang
- Tony Visconti: Orchestrierung
- Beaux Arts Orchestra: Streicher, Blasinstrumente

## Coverversionen
Es gibt mindestens sieben Coverversionen von Nineteen Hundred and Eighty Five.

## Veröffentlichung
- Das Album Band on the Run wurde am 5. Dezember 1973 in den USA und am 7. Dezember in Großbritannien veröffentlicht, das Album enthält das Lied Nineteen Hundred and Eighty Five.
- Am 8. April 1974 wurde in den USA, und am 1. Juni in Deutschland die Single Band on the Run / Nineteen Hundred and Eighty Five[5] veröffentlicht
- Im März 1999 wurde die CD Band on the Run, von Greg Calbi und Geoff Emerick erneut in den Sterling Sound Studios remastert, unter dem Titel Band on the Run: 25th Anniversary Edition. Es enthält zusätzlich folgende Version von Nineteen Hundred and Eighty Five: Nineteen Hundred And Eighty Five (Original) / Paul McCartney (Dialogue link 9) / James Coburn (Dialogue) / Paul McCartney (Dialogue link 10) / John Conteh (Dialogue)[6]
- Im November 2010 wurde Band on the Run, zum dritten Mal remastert, von dem Musiklabel Hear Music/Concord Music Group als Teil der Paul McCartney Archive Collection veröffentlicht. Die Special Edition enthält eine Version Nineteen Hundred and Eighty Five, die von dem 1974er Video One Hand Clapping stammt.[7]
- Am 3. Juni 2016 erschien in Großbritannien eine 12″-Vinyl-Single mit den Liedern: Nineteen Hundred And Eighty Five (Original Mix) / Nineteen Hundred And Eighty Five (Radio Edit) / Nineteen Hundred And Eighty Five (ClubMix). Die Remixer werden gleichrangig erwähnt, sodass die Interpretenbezeichnung Paul McCartney & Wings vs. Timo Maas & James Teej lautet.[8] In Kontinentaleuropa war die Single als Download verfügbar.[9] Am 2. September 2016 wurde eine weitere 12″-Vinyl-Single in Europa mit folgenden Versionen veröffentlicht: Nineteen Hundred And Eighty Five (Paul Woolford Remix) / Nineteen Hundred And Eighty Five (Kerri Chandler Kaoz 623 Again Vocal Mix) / Nineteen Hundred And Eighty Five (Tim Green Remix).[10] Die Single war auch als Download erhältlich.
- Nineteen Hundred and Eighty Five erschien am 10. Juni 2016 auf dem Kompilationsalbum Pure McCartney.
- Am 2. Dezember 2022 wurde die Singlebox The 7″ Singles Box veröffentlicht, die auch Nineteen Hundred and Eighty Five enthält.
- Am 2. Februar 2024 wurde das Album Band on the Run aus Anlass des 50-jährigen Jubiläums erneut veröffentlicht. Es enthält das zusätzliche Album Band on the Run (Undubbed), das Lieder des Albums in einer Rohfassung ohne Orchestrierung und weitere Overdubs beinhaltet, so auch Nineteen Hundred and Eighty Five, das auch keinen Gesangspart hat.[11]
- Am 14. Juni 2024 erschien das Wings-Album One Hand Clapping, es enthält neuabgemischte Aufnahmen aus dem August 1974, so auch Nineteen Hundred and Eighty Five.